# ساوت استوک، ساسکس غربی
latitudeساوت استوک، ساسکس غربیlongitudeساوت استوک، ساسکس غربی
ساوت استوک (به انگلیسی: South Stoke) یک روستا در بریتانیا است که در ساسکس غربی واقع شده‌است.

## خصوصیات
ساوت استوک ۵٫۳۵ کیلومتر مربع مساحت و ۴۴ نفر جمعیت دارد.